# Altstadt-Lehel
Altstadt-Lehel  est un des vingt-cinq secteurs de la ville allemande de Munich, en Bavière.

## Frontières
Ce secteur de Munich comprend la vieille ville historique et au nord-est le Lehel.
Les frontières de la vieille ville sont formées en grande majorité par le Altstadtring. Les seules exceptions sont au nord la Galeriestraße avec la Brienner Straße et au sud-est les rues Müllerstraße et Rumfordstraße.
Le Lehel est bordé à l'est par l'Isar, à l'ouest par la Königinstraße, au nord par la Tivolistraße, et au sud par la rue 
Zweibrückenstraße. Au sud-est, le Altstadtring fait la frontière avec la vieille ville. La partie au nord de la Museumsinsel ainsi que la Praterinsel appartiennent également au Lehel.
Ce secteur Altstadt-Lehel est bordé au nord par le secteur de Schwabing-Freimann, à l'est par le secteur de Bogenhausen et de Au-Haidhausen, au sud et au sud-ouest par celui de Ludwigsvorstadt-Isarvorstadt et au nord-ouest par le secteur de Maxvorstadt .  

## Monuments
- L'église Saint-Luc de Munich
- L'église Saint-Pierre de Munich
- L'ancien hôtel de ville de Munich
- La cathédrale Notre-Dame de Munich
- L'Église du Saint-Esprit
- L'hôtel Vier Jahreszeiten
- Le palais Holnstein